# Stadion Sheriff
Stadion Sheriff – stadion piłkarski w Tyraspolu, w Mołdawii (Naddniestrzu). Został otwarty w lipcu 2002 roku. Może pomieścić 12 746 widzów, do dziś będąc największym stadionem w kraju. Swoje spotkania rozgrywają na nim piłkarze klubu Sheriff Tyraspol, na stadionie spotkania rozgrywała również piłkarska reprezentacja Mołdawii.

## Kompleks
Sheriff Tyraspol jest właścicielem kompleksu sportowego. Obiekt położony jest na terenie kompleksu sportowego, w skład którego wchodzą jeszcze m.in. stadion z bieżnią lekkoatletyczną oraz zadaszone boisko piłkarskie. Stadion wyposażony jest w podgrzewaną murawę oraz sztuczne oświetlenie o maksymalnym natężeniu 1600 luksów.